# Halastó
A halastó olyan, vízfeltöltést és -lecsapolást biztosító, a gazdálkodás során teljesen lecsapolható, műtrágyázott vízterület, amely érvényes vízjogi engedéllyel rendelkezik, és a haltenyésztés céljait szolgálja.
A halastó leeresztőzsilippel van ellátva, mögötte halágy található, itt gyűjthetőek össze a halak a tó teljes lecsapolásakor.
Az édesvízi haltenyésztés termelési céljai közül első helyen áll a halhús, mint emberi táplálék
előállítása. Világszerte a termelés mintegy 75%-a szolgálja ezt a célt.[forrás?] A halhús egyike a
legegészségesebb tápanyagforrásoknak, biológiailag értékes, könnyen emészthető, telítetlen
zsírsavtartalmának köszönhetően természetes védelmet jelent a szív és érrendszeri megbetegedések
ellen. Fogyasztása az egészséges táplálkozás egyre népszerűbbé válásával párhuzamosan
növekszik a fejlett országokban. Ugyanakkor a világ elmaradott régióiban sok helyen
a haltenyésztés fejlesztése jelenti a nélkülözhetetlen állati fehérje termelésének leggazdaságosabban
megvalósítható módját.
Magyarországon az egy főre jutó 3,5 – 4 kg körüli éves fogyasztás rendkívül alacsony a világátlaghoz
(17 kg/fő/év) képest.[forrás?] Ennek az egészségtelenül alacsony fogyasztásnak a növelése népegészségügyi
szempontból is előnyös lenne, és hozzájárulhatna az ágazat további fejlődéséhez
is. (A halfogyasztás lassú növekedését és struktúrájának változását tanúsítják az 1. táblázat
adatai.[forrás?]) Az utóbbi években kis mértékben, de tovább nőtt a hazai halfogyasztás.
Magyarország tógazdaságaiban jelentős termelési cél a sportcélú haltermelés, a több mint 300 000
regisztrált horgász igényeinek direkt (horgásztatás) vagy indirekt (eladás horgászegyesületeknek)
kielégítése.

## Külső hivatkozások
- Fischinfo – A Kárpát-medence horgászhelyei [halott link]